# St. Georg (Bachern)

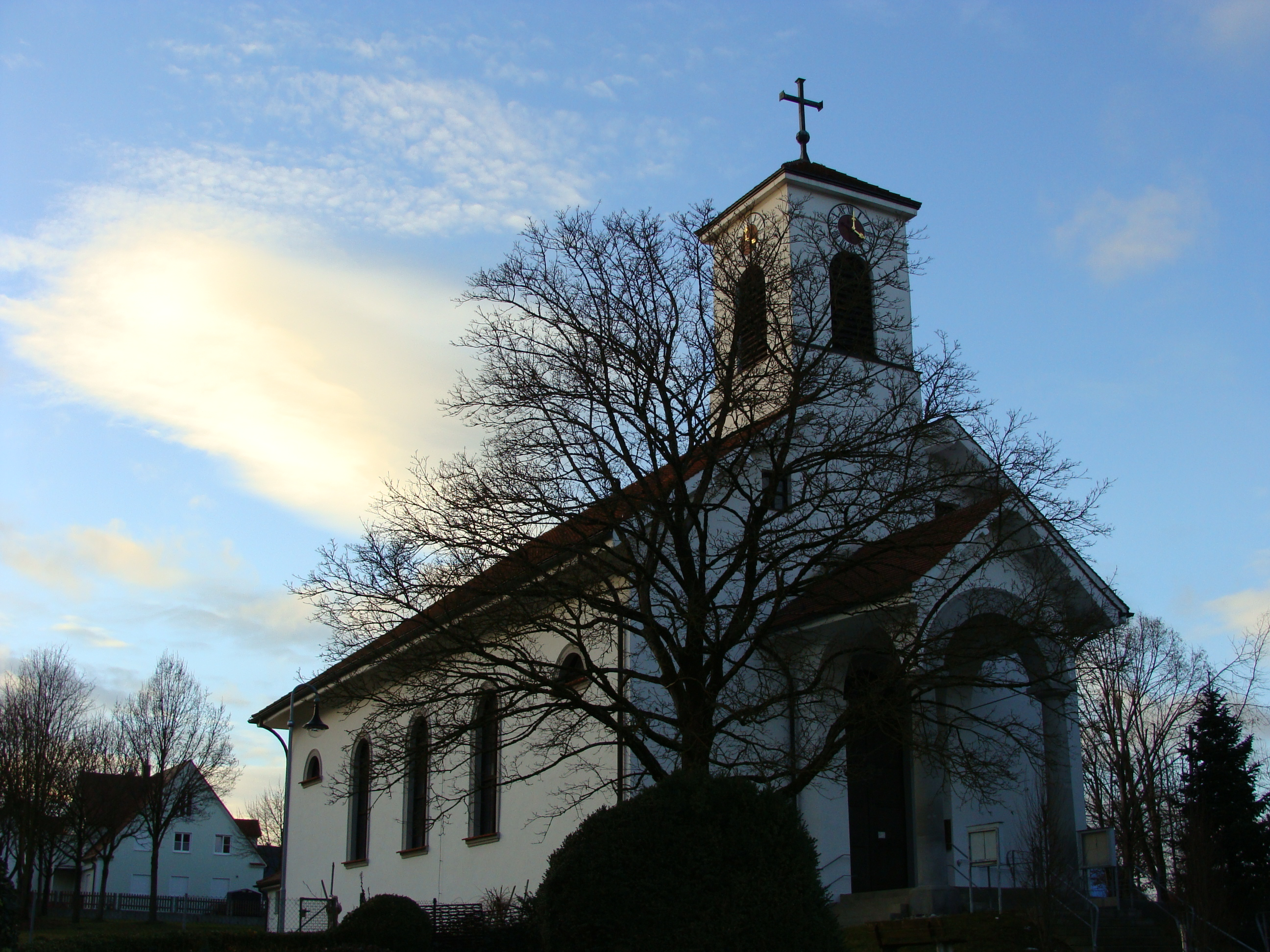
St. Georg in Bachern

Die Pfarrkirche St. Georg ist ein Baudenkmal in Bachern bei Friedberg.

## Geschichte
Die ehemalige Pfarrkirche St. Georg (heute Friedhofskapelle St. Vitus) wurde 1831 bis auf den Chor abgerissen und man entschied sich für einen Neubau an anderer Stelle. Für den Bau nach Plänen von Johann Michael Voit wurde der Grundstein am 17. April 1831 gelegt und die Kirche am 29. September 1833 durch Bischof Ignaz Albert geweiht. Es handelt sich um ein Gebäude des Spätklassizismus an der Wende zur neuromanischen Periode. Der Stil erfuhr bereits wenige Jahre später starke Ablehnung; erst in jüngerer Zeit wurde die Qualität der nüchternen Architektur entsprechend gewürdigt. Die ursprüngliche Innenraumgestaltung und Bemalung wurden 1898 überarbeitet aber 1987/88 wiederhergestellt. Die Deckengemälde blieben jedoch seit der Entstehung 1831 erhalten. Die ursprünglichen Altäre wurden nach 1863 durch die des Augsburger Doms ersetzt, nachdem sie dort im Zuge der Regotisierung überflüssig geworden waren.

## Baubeschreibung
Bei St. Georg handelt es sich um einen spätklassizistischen flachgedeckten Saalbau mit eingezogenem westlichem Rechteckchor. Das ebenfalls rechteckige Langhaus ist an den Längsseiten mit je drei Rundbogenfenstern versehen. Diese werden flankiert von hochgestellten, halbkreisförmigen Wandöffnungen. Im Osten ist ein Portalvorbau angebaut, dieser bildet mit dem Turm eine Einheit. Der Zugang zur Kirche erfolgt über eine Freitreppe davor. Der Turm ist mit einem Zeltdach versehen. Das Langhaus wird nach Osten von einem halbrunden Chorbogen und nach Westen von einer zweigeschossigen Empore begrenzt.

## Ausstattung

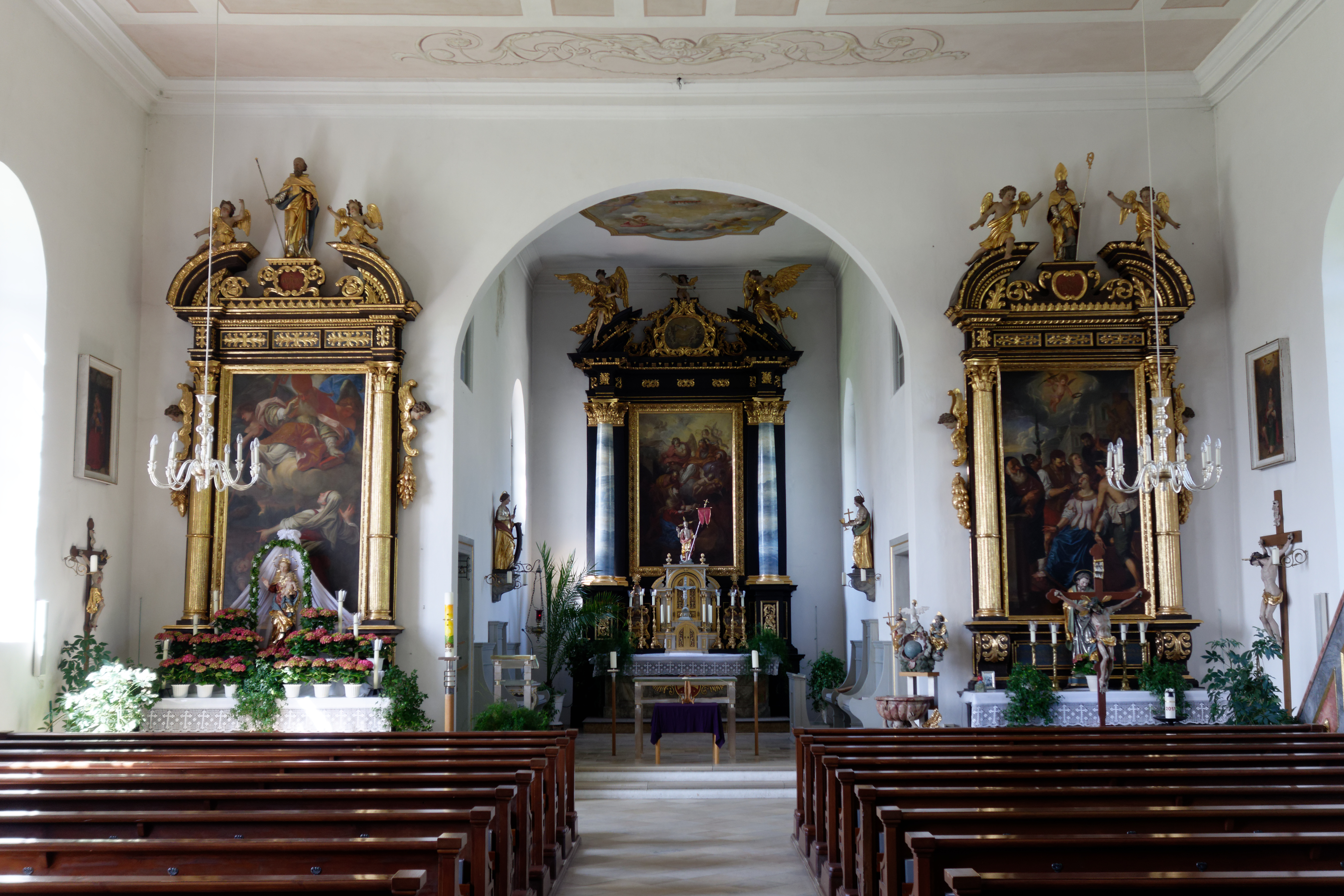
Innenraum

Die Deckengemälde stammen von Josef Kober aus Göggingen und zeigen im Chor die Anbetung des apokalyptischen Lammes und im Langhaus den Kampf des heiligen Georg mit dem Drachen. Ersteres hat sein Vorbild in den Malereien von Johann Joseph Anton Huber in Baindlkirch. Der Hochaltar wurde von Weihbischof Westernach 1694 für die Josephskapelle im Dom gestiftet. Das Altarbild und die Malerei im Auszug sind von Johann Georg Knappich (1637–1704) und zeigen die Geburt Christi sowie den Heiligen Geist mit zwei Putti. Die beiden Engelsfiguren auf den Giebeln sind aus dem ausgehenden 17. Jahrhundert. Die beiden Seitenaltäre sind kurz nach dem Dreißigjährigen Krieg entstanden. Der rechte wurde 1658 von Kanonikus Herbstheim gestiftet. Das Altarbild von Johann Christoph Storer hat die Legende des heiligen Simpert, eines Augsburger Lokalheiligen, zum Thema, der ein Kind rettet, welches von einem Wolf geraubt wurde. Zwischen zwei Engelsfiguren findet sich die Figur des heiligen Antonius von Padua. Der linke Seitenaltar wurde 1657 vom Chorvikar Miller gestiftet. Im Altarbild von Jonas Umbach (1624–1693) aus dem Jahr 1657 mit Einflüssen der venezianischen Renaissancemalerei ist das Martyrium der heiligen Apollonia dargestellt. Als Figur ist der Apostel Thomas dargestellt. Das Taufbecken von 1734 gilt als Hauptwerk von Johann Caspar Öberl. Weitere Figuren in der Kirche stellen den heiligen Nikolaus (um 1510/20), Maria und Johannes (ausgehendes 17. Jahrhundert) sowie die heiligen Sebastian, Margaretha und Barbara (um 1720/30) dar. Das Kruzifix ist stilistisch mit dem in St. Thomas in Rederzhausen verwandt und aus dem Ende des 18. Jahrhunderts.